# Исторически черни колежи и университети
Исторически черните колежи и университети (на английски: Historically Black Colleges and Universities, HBCUs) са особена категория висши училища на територията на Съединените американски щати, създадени за обучаване на негърско (афроамериканско) население. Вероятно наброяват над 100; сред тях са: Алкорнския държавен университет (в Лориман, Мисисипи, един от първите, първоначално - от 1830 до 1871 г. - съществувал под името Оуклански колеж, после - преименуван в чест на видния южняшки политик Джеймс Лъск Алкорн) и Джаксънския държавен университет (в град Джаксън, Мисисипи).

## История
Някои от тези училища са основани още преди Американската гражданска война (състояла се в периода 1861-1865 г.), но нуждата от създаване на повече такива изпъква след края й, във връзка с отмяната законния статут на робството в САЩ (т.е. масовото освобождаване на американските роби, което значително увеличава броя на свободните афроамериканци - каквито има много и преди войната, особено в т.нар. "свободни щати", където притежаването на лични роби, макар не непременно и търговията с такива, е незаконно по-отрано) и настъпването на известния, като Реконструкция, период на възстановяване и реформиране на държавността и икономиката на отново обединените САЩ след войната и на опити за пълноценна интеграция на освободените роби и потомците им и въобще на всички черни и цветнокожи в страната, скоро заменени с въвеждането на политика на всеобхватна и узаконена расова сегрегация по отношение на негрите (което не е основната идея на американския аболиционизъм).
Основната цел на съществуването на историческите черни колежи и университети от създаването им е преодоляването на неграмотността и невежеството сред чернокожите, дълго време старателно поддържани от властите, с оглед избягване на бунтовни настроения и свободомислие у тях. Въпреки това и при все че дава възможност на много от възпитаниците им да влязат в числото на американската интелигенция, качеството на преподаване в негърските колежи никога не е било на особено високо ниво (поне в сравнение с традиционно белите вузове на страната) и поне до един момент често е давало познания само малко повече от нужните за изпълняване на нискоквалифициран труд. Значителен е и приносът на тези институции в развитието на самобитния културен живот на афроамериканската общност – съхраняват се и се опознават и развиват африканските (включително на Черна Африка) традиции, практикувани от разни негърски студентски братства и сестринства, народните негърски песни (важна съставна част на американския фолклор), танците, музиката, спортът. Исторически черните университети получават солидна поддръжка от държавата за разрешаване на проблеми, засягащи афроамериканците в САЩ като цяло.
С отмяната на местния сегрегационен режим в резултат на борбата за равноправие в САЩ (постигната юридически през 1960-те години и с времето значително утвърдена) става възможно съвместното обучение на бели и цветнокожи ученици и студенти (както и въобще - по-близкото им и дълготрайно общуване), което повлиява и на състава на обучаващите се в училищата, предназначени преди само за негри. Постепенно принадлежащите към други расови групи в тях се увеличават и в съвременността афроамериканците съставляват средно не повече от 60 % от студентите в историческите черни колежи и университети, а в някои – и по-малко (например в Колежа на Западна Вирджиния те са около 12 %). Преподавателският състав е претърпял още по-големи изменения: черните преподаватели в тези вузове едва ли са и половината - мнозина са китайци, индуси, мексиканци, бели. Различията в нивото и качеството на образованието между негърските и другите университети в САЩ постепенно се изравняват във връзка с ръста на интеграционните процеси в американското общество. В негърските университети най-голям проблем представлява силното развитие на наркотърговията, особено - на марихуана, а и самата употреба на наркотици, която също е висока. Друга особеност на живота в тези общности е относително рядкото практикуване на безопасен секс (сред факторите за по-широко разпространение сред студентите в американските черни колежи и университети на ХИВ, СПИН, венерически болести, ранна бременност).